# Silvio Garay
Silvio Ramón Garay (ur. 20 września 1973 w Asunción) – paragwajski piłkarz występujący na pozycji pomocnika.

## Kariera klubowa
Garay w 2000 roku reprezentował barwy zespołu Sol de América ze stołecznego miasta Asunción. Po kilku miesiącach przeszedł do znacznie bardziej utytułowanego Cerro Porteño, z którym w sezonie 2001 wywalczył mistrzostwo Paragwaju i był jednym z podstawowych piłkarzy drużyny. Pod koniec swojego pobytu w klubie stracił jednak miejsce w wyjściowej jedenastce i latem 2003 został zawodnikiem Tacuary FC, z którym jednak nie osiągnął żadnych większych sukcesów, podobnie jak z następnym klubem, 12 de Octubre z miasta Itauguá. W 2005 roku podpisał umowę z kolumbijskim Deportes Tolima, a po pół roku powrócił do ojczyzny, gdzie w klubie Fernando de la Mora zakończył piłkarską karierę w wieku 32 lat.

## Kariera reprezentacyjna
W seniorskiej reprezentacji Paragwaju Garay zadebiutował w 1995 roku, za kadencji selekcjonera Ladislao Kubali. Sześć lat później został powołany przez trenera Sergio Markariána na turniej Copa América. Tam rozegrał wszystkie trzy mecze, a 12 lipca w zremisowanej 3:3 konfrontacji fazy grupowej z Peru zdobył jedynego gola w kadrze narodowej. Ogółem swój bilans reprezentacyjny zamknął na pięciu rozegranych spotkaniach.